# Верхососенье Вторая Часть
Верхососенье Вторая Часть — деревня в Покровском районе Орловской области России.
Входит в состав Верхососенского сельского поселения.

## География
Расположена южнее административного центра поселения — села Верхососенье Первая Середина, на левом берегу реки Сосна; на противоположном берегу находится деревня Верхососенье Первая Часть. Южнее находится деревня Верхососенье Центральное.
Через деревню проходит просёлочная дорога, в ней имеется одна улица — Луговая.

## Население
| 2010 |
| ---- |
| 7    |